# アウグスト・ロア＝バストス
アウグスト・ロア・バストス（Augusto Roa Bastos、1917年6月13日 - 2005年4月26日）はパラグアイのジャーナリスト、脚本家、小説家。パラグアイ史上最も著名な作家であり、ラテンアメリカ作家の中でも最重要人物の一人である。

## 生涯
ロア・バストスはパラグアイの首都アスンシオンで生まれ、幼年期をアスンシオンから南200kmのところにある小さな町イトゥルベで過ごした。彼の父親は砂糖の精製業を営んでいた。
1932年にパラグアイとボリビアの間にチャコ戦争が勃発すると、10代だったロア・バストスは学校を中退して、補助の衛生要員として兵士になり、そしてこの期間に彼は残りの人生を強く規定することになる決定的な恐怖を体験した。チャコ戦争終結後、銀行に事務員として務めると同時に、アスンシオンの日刊紙「エル・パイス」紙の記者を務め、その中で映画について書き始めた。第二次世界大戦の間ブリティッシュ・カウンシルによってロンドンに招かれ、ロンドンでエル・パイス紙の戦争特派員を務めた。また戦後は同紙のニュルンベルク裁判の取材員をも務めた。
1947年のパラグアイ内戦中、ロア・バストスはイヒニオ・モリニゴ大統領への反対活動により、国外追放に処せられた。彼はアルゼンチンのブエノスアイレスに落ち着くと、そこで作品を出版した。その後も長らくアルゼンチンで活動したが、1976年にクーデターが起き、ホルヘ・ラファエル・ビデラ将軍による軍事独裁政権が誕生すると、彼はアルゼンチンを離れてフランスに渡り、南仏のトゥールーズ大学でグアラニー語とスペイン文学を教えた。
日頃から大嫌いだと公言していたアルフレド・ストロエスネル政権が1989年に崩壊するまで、ロア・バストスは故郷のパラグアイには戻らなかった。ストロエスネルが失脚したのと同じ年に、彼はセルバンテス賞を授与され、レアル・アカデミア・エスパニョーラとそれに対応するラテンアメリカ各国のアカデミーから表彰され、スペイン語文学における彼の突出した貢献が認められた。ロア・バストスはパラグアイに帰国すると、その賞金を未だに教育の普及していない祖国パラグアイの教育と識字計画のために使った。2005年、アスンシオンで死去した。享年87。

## 作品
ロア・バストスの作品で最も有名なものは、1974年に発表されたYo el Supremo（1974年、『至高の存在たる余は』）である。これは独裁者と軍事独裁に正面からぶつかっていったラテンアメリカの小説のうち、最も重要なものの一つであり、そこでは、19世紀のパラグアイにおいて鋼鉄の手腕を持ち、少しの変化もなく26年間政権を握った独裁者ホセ・ガスパル・ロドリゲス・デ・フランシアが描かれている。『至高の存在たる余は』では、本質的に書くことそれ自体の権力（と弱さ）に関心をよせている。中心的な筋をなすのは、首都周辺で発見された一連の作者不明の風刺に誰が独裁者の署名を偽造したかを、その独裁者自身が摘発しようとする試みの循環と、また彼の秘書との関係の循環であり、彼は秘書に対して彼の思想と命令で独裁支配するが、決して秘書を完全に信用できるとは感じていない。
彼の他の著名な作品としては、1860年代から1930年代のチャコ戦争までの政治エリートと抑圧されたパラグアイの間の混乱を描いたHijo de hombre（1960年、『汝、人の子よ』）がある。彼の小説の、前植民地時代から続くインディヘナの神話と キリスト教の伝説によって創られる現在と過去の融合のシーンは、特別な種類のレアリスモ・マヒコ（魔術的リアリズム）を開発することにより、彼に抑圧された人々の持つポテンシャルが悲劇的に衰弱することの詩的なイメージを創造させた。

## 邦訳作品
- 『汝、人の子よ』吉田秀太郎 訳 集英社 (ラテンアメリカの文学10) 1984年2月

## 著書
- El ruiseñor de la aurora, y otros poemas (1942)
- El naranjal ardiente, nocturno paraguayo (1947-1949)
- El fiscal ("The Fiscal") (1950)
- El trueno entre las hojas ("Thunder among the leaves") (1953)
- 汝、人の子よ ("Son of Man") (1960)
- El Baldío ("The Vacan Lot")  (1966)
- Madera Quemada ("Burned Wood") (1967)
- Los pies sobre el agua (1967)
- Moriencia (1969)
- Cuerpo presente, y otros textos (1972)
- El pollito de fuego (1974)
- Los Congresos (1974)
- 至高の存在たる余は ("I, the Supreme") (1974)
- El somnámbulo (1976)
- Lucha hasta el alba (1979)
- Los Juegos ("The Games") (1979)
- Antología personal ("Personal Anthology") (1980)
- Contar un cuento, y otros relatos (1984)
- La tierra sin mal ("The soil without evil") (1988?)
- On Modern Latin American Fiction (1989)
- Vigilia del Almirante (1992)
- Madama Sui (1996)
- Metaforismos (1996)

## 書評等
英語
- Voices from the fuente viva : the effect of orality in twentieth-century Spanish American narrative / Amy Nauss Millay., 2005
- Augusto Roa Bastos's I the Supreme : a dialogic perspective / Helene Carol Weldt-Basson., 1993
- Fictional history and historical fiction: Paraguay in the Works of Augusto Roa Bastos / Brent James Carbajal., 1993
- Narrative voices in Yo el Supremo by Augusto Roa Bastos / Carolyn Anne Morrissey., 1988
- Augusto Roa Bastos (Twayne's World Author Series) / David William Foster., 1978
- Myth and reality in Hijo de Hombre : a novel by Augusto Roa Bastos / David R Gifford., 1974
- The myth of Paraguay in the fiction of Augusto Roa Bastos / David William Foster., 1969

スペイン語
- Augusto Roa Bastos : hijo de la dualidad y maestro de la delegación de la escritura / Eric Courthès., 2003
- El estilo de la tierra : Augusto Roa Bastos / Armando Almada Roche., 1998
- Historia ficticia y ficción histórica : Paraguay en la obra de Augusto Roa Bastos / Brent J Carbajal., 1996
- La narrativa breve de Augusto Roa Bastos / Carmen Luna Sellés., 1993
- De la narrativa de Augusto Roa Bastos y de otros temas de literatura paraguaya / Enrique Marini Palmieri., 1991
- Augusto Roa Bastos / Paco Tovar., 1990
- Las Voces del karaí : estudios sobre Augusto Roa Bastos / Fernando Burgos., 1988
- Desconfianza e insolencia : estudio sobre la obra de Augusto Roa Bastos / Silvia Pappe., 1987
- Augusto Roa Bastos y la producción cultural americana / Saúl Sosnowski., 1986
- Augusto Roa Bastos : Semana de Autor / Rubén Bareiro Saguier., 1986
- Significado y coherencia del universo narrativo de Augusto Roa Bastos / Gladys Vila Barnés., 1984
- Roa Bastos, precursor del post-boom / Juan Manuel Marcos., 1983
- La cuentística de Augusto Roa Bastos / Adelfo L Aldana., 1975